# Sindoropsis letestui
Sindoropsis letestui ist ein Baum in der Familie der Hülsenfrüchtler aus der Unterfamilie der Johannisbrotgewächse aus Kamerun, Äquatorialguinea und Gabun. Es ist die einzige Art der Gattung Sindoropsis. Das Epitheton wird auch „le-testui“ geschrieben.

## Beschreibung
Sindoropsis letestui wächst als Baum bis zu 60 Meter hoch. Der Stammdurchmesser erreicht bis zu 2 Meter. Manchmal werden Brettwurzeln gebildet. Die relativ glatte Borke ist gräulich und leicht rissig.
Die wechselständigen und gestielten Laubblätter sind wechselnd paarig gefiedert mit bis zu 10 Blättchen. Die ledrigen, kahlen, kurz gestielten und zugespitzten, eiförmigen bis elliptischen Blättchen sind ganzrandig. Es ist jeweils eine Drüse am Stielchenansatz und ganz an der Spitze der, mit durchsichtigen Drüsen besetzten, Blättchenspreite ausgebildet. Die Nervatur ist fein gefiedert mit vielen Seitenadern.
Es werden kurze und achselständige, gelb-bräunlich behaarte Trauben gebildet. Die kleinen, zwittrigen und gestielten Blüten mit doppelter Blütenhülle sind weiß. Es sind 4 ungleiche, bis 7 Millimeter lange und kurz behaarte Kelchblätter vorhanden, eines ist etwas kleiner als die anderen drei. Es ist nur ein kleines und verkehrt-eiförmiges, bis 5 Millimeter langes Kronblatt ausgebildet. Es sind 10 vorstehende, ungleich lange, abwechselnd längere oder kürzere Staubblätter vorhanden, 9 sind an der Basis verwachsen und eines ist frei. Der kurz gestielte, asymmetrische, bauchige und etwas behaarte Fruchtknoten ist oberständig mit einem langen, kahlen Griffel.
Es werden ein- bis zweisamige, bis 10 Zentimeter lange und flache, kahle, glatte, ledrige, zugespitzte Hülsenfrüchte gebildet. Die Samen sind schwarz und glänzend.

## Taxonomie
Die Gattung Sindoropsis wurde 1957 von Jean Joseph Gustave Léonard in Mémoires de l' Académie Royale des Sciences d'Outre-Mer, Classe des Sciences Naturelles et Médicales. Collection in 8vo. Serie 2, Band 30, Fasc. 2, Seite 82 aufgestellt. Die Art Sindoropsis letestui wurde 1923 als Detarium letestui von François Pellegrin in Bulletin du Muséum National d'Histoire Naturelle Band 29 Seite 266 erstbeschrieben. Sie wurde von Léonard als Sindoropsis letestui (Pellegr.) J.Léonard in die Gattung Sindoropsis gestellt.

## Verwendung
Das recht schwere und mäßig beständige, harzhaltige Holz wird für verschiedene Anwendungen genutzt. Es ist bekannt als Ghéombi.